# Archicolpodes
Archicolpodes is een geslacht van kevers uit de familie van de loopkevers (Carabidae). De wetenschappelijke naam van het geslacht is voor het eerst geldig gepubliceerd in 2001 door Schmidt.

## Soorten
Het geslacht Archicolpodes is monotypisch en omvat slechts de volgende soort:
- Archicolpodes fukiensis (Jedlicka, 1956)